# Laureano Wizner
Laureano Wizner Perales (Huelva, 1 de noviembre de 1963) es un regatista español.
Como deportista del Real Club Mediterráneo ha sido Campeón de Europa dos veces (1982 y 1984), Campeón de España otras dos veces (1982 y 1984) y tercero en el Campeonato del Mundo (1983) de la clase Snipe, clase en la que también ha ganado el Trofeo Su Majestad el Rey cuatro veces (1983, 1985, 1986 y 1989), la Copa de Su Alteza Real el Príncipe de Asturias (1985), y el Trofeo Su Alteza Real Princesa Sofía (1983). Todo ello como tripulante de Jorge Haenelt, excepto el Trofeo Su Majestad el Rey de 1988, que ganó como patrón.
Tras pasar a la clase crucero, se incorporó al equipo de la Copa América que presentó la Real Federación Española de Vela con el nombre de Desafío Español 2007 en la 32.ª edición como jefe de tripulación y  traveller o carro, incorporándose posteriormente a la clase GP42, en la que ha sido armador de varios yates como el GP42 “QUEBRAMAR-CHRYSLER”. También ha disputado la Fastnet Race a bordo del “Fertiberia”. Asentado en Galicia, actualmente navega bajo la grímpola del Real Club Náutico de Vigo.
Fue nombrado Mejor Patrón del Año en 2008.
Su hijo Martín ganó, en 2017, el campeonato del mundo de 420 en categoría sub-17 disputado en el Fremantle Sailing Club de Australia.